# كرايغ آيرلادند
كرايغ آيرلادند (بالإنجليزية: Craig Ireland)‏ (29 نوفمبر 1975 بدندي في المملكة المتحدة - ) هو لاعب كرة قدم بريطاني في مركز الدفاع. لعب مع دونفرملين أثلتيك ونادي أبردين ونادي بارنسلي ونادي بريستول سيتي ونادي بيتربورو يونايتد ونادي دندي ونادي فالكيرك ونوتس كاونتي ونادي أردريونيانز.

## وصلات خارجية
- كرايغ آيرلادند على موقع قاعدة بيانات كرة القدم.إي يو (الإنجليزية)
- كرايغ آيرلادند على موقع Soccerbase.com (لاعب) (الإنجليزية)